# Удо Валенді
Удо Валенді (нім. Udo Walendy; 21 січня 1927, Берлін — 17 листопада 2022, там само) — німецький політолог, публіцист, ревізіоніст Голокосту, також відомий участю в дискусіях щодо провини Німеччини у Другій світовій війні.

## Життєпис
Добровольцем пішов служити у військово-повітряні сили Вермахту у Другій світовій війні.
У 1946 році закінчив, а потім працював у школі журналістики в Аахені.
У 1965 році розпочав свій власний бізнес і заснував у Флото (Північний Рейн — Вестфалія) видавництво фольклору та історичних досліджень. В 1999 році переоформив бізнес на свою дружину. У той час він був головою НДП землі Північний Рейн-Вестфалія.
Підтримує тісні контакти з бельгійською організацією VHO (Vrij Historisch Onderzoek).
Видавець великої кількості книг і серії популярних брошур під назвою «Історичні факти» (нім. Historische Tatsachen, англ. Historical Truths), до якої увійшли версії книг німецькою мовою «Чи дісно загинули шість мільйонів?», доповідь Лейхтера, Обман двадцятого століття — за це Валенді багато разів викликали до суду. У його будинку і офісах часто з'являлася поліція. Були конфісковані бізнес-файли, книги, друковані форми та комп'ютери. В 1985 та 1988 роках виступав як свідок на процесах Ернста Цюнделя в Канаді.
За твори, які заперечують Голокост, засуджений і поміщений у в'язницю в Німеччині на 15 місяців, хоча йому було вже за сімдесят, і він мав слабке здоров'я з серйозним захворюванням серця. Суд вирішив, що Валенді внаслідок похилого віку (в 2000 році йому виповнилося 73 роки) не має перспектив на соціальне виправлення, тобто не залишить заняття історією.

### Книги
- Truth for Germany: The Guilt Question of the Second World War
- Europa in Flammen 1939—1945
- Auschwitz in the I.G. Farben Trial: Holocaust Documents?

### Статті
- Walendy, Udo: Do Photographs Prove the NS Extermination of the Jews?
- Walendy, Udo: Do «Documentary» Photographs Prove theNational Socialist Extermination of the Jews?
- Walendy, Udo: Le Falsificazioni Fotografiche della Propaganda el' «Olocausto» Ebraico
- Walendy, Udo: «Russia and the Jews», by Alexandr Solzhenitsyn. A review.
- Walendy, Udo: Truth for Germany. The Guilt Question of the Second World War
- Walendy, Udo: Verité pour l'Allemagne, La question des responsabilités de la seconde querre mondiale
- Walendy, Udo: Bild-Sonderdruck des hist. Quellenwerkes Europa in Flammen 1939—1945, 1967
- Walendy, Udo: Bild-Dokumente zur NS-Judenverfolgung?
- Walendy, Udo: Babi Jar — Die Schlucht «mit 33.771 ermordeten Juden»?, Historische Tatsachen Nr. 51, Verlag für Volkstum und Zeitgeschichtsforschung, Vlotho 1992
- Walendy, Udo: Wirbel um den Leuchter Bericht
- Walendy, Udo: Que prouvent les photographies montrant les persécutions subies par les juifs?
- Walendy, Udo: Documentary Photographs Proving the National Socialist Persecution of the Jews?
- Walendy, Udo: The fake photograph problem
- Walendy, Udo: The Development of a Picture in Three Steps
- Walendy, Udo: Atrocity Propaganda and Political Justice
- Walendy, Udo: Unity in Dispersion -A History of the World Jewish Congress and particularly, the Jewish influence on the Roosevelt Presidency and the Origins of WWII